# Cantón de Accous
El cantón de Accous es una división administrativa francesa, situada en el departamento de los Pirineos Atlánticos y la región Aquitania.

## Composición
El cantón de Accous incluye trece comunas:
- Accous
- Aydius
- Bedous
- Borce
- Cette-Eygun
- Escot
- Etsaut
- Lées-Athas
- Lescun
- Lourdios-Ichère
- Osse-en-Aspe
- Sarrance
- Urdos

## Supresión del cantón de Accous
En aplicación del Decreto n.º 2014-248 de 25 de febrero de 2014 el cantón de Accous fue suprimido el 22 de marzo de 2015 y sus 13 comunas pasaron a formar parte del nuevo cantón de Santa María de Olorón-1.